# Acacia piptadenioides
Acacia piptadenioides är en ärtväxtart som beskrevs av Gwilym Peter Lewis. Acacia piptadenioides ingår i släktet akacior, och familjen ärtväxter. Inga underarter finns listade i Catalogue of Life.